# Hilarographa renonga
Hilarographa renonga es una especie de polilla de la familia Tortricidae.
Fue descrita científicamente por Razowski en 2009.